# Hermann Hans von Vaerst
Hermann Hugo Hans Baron von Vaerst (* 15. November 1798 in Bayreuth; † 22. Juli 1877 in Gotha) war Offizier und Mitglied des Reichstags des Norddeutschen Bundes.

## Leben
Hermann Hans von Vaerst aus dem Adelsgeschlecht Vaerst wurde in der Herrnhuter-Anstalt Gnadenfeld ausgebildet, wurde mit 14 Jahren Soldat und nahm als Freiwilliger in einem preußischen Ulanen-Regiment an den Befreiungskriegen von 1813 bis 1815 teil. Er erhielt das Eiserne Kreuz und wurde 1840 als Major verabschiedet. Danach war er Rittergutsbesitzer in Herrendorf bei Soldin, wo er seinen an vieljähriger Krankheit leidenden Bruder, den Schriftsteller Eugen von Vaerst aufnahm. Nach dem Verkauf des Guts lebte er als Rentner in Berlin.
1848 war er Abgeordneter in der Frankfurter Nationalversammlung. Ab 1862 war er für die Deutsche Fortschrittspartei Mitglied des Preußischen Abgeordnetenhauses und von 1862 bis 1866 Referent des Militär-Etats. 1866 gehörte er zu den Mitgründern der Nationalliberalen Partei.
Als Nationalliberaler war er 1867 Mitglied des Konstituierenden Reichstags des Norddeutschen Bundes für den Wahlkreis  Frankfurt 2 (Landsberg/Warthe, Soldin).

## Familie
Anfang November 1840 ehelichte von Vaerst die zweifach verwitwete Auguste von Lützow, geb. von Uebel (* 30. Juni 1801; † 4. April 1888), die in erster Ehe am 5. Juni 1811 Wilhelm von Lützow (1795–1827), in zweiter am 10. April 1829 dessen Bruder Adolf von Lützow (1782–1834) geheiratet hatte.

## Ehrungen
- Hermann Hans von Vaerst war Senior des Eisernen Kreuzes.